# The Finish of Bridget McKeen
The Finish of Bridget McKeen est un film américain muet et en noir et blanc, réalisé par Edwin S. Porter sorti en 1901.

## Fiche technique
- Titre : The Finish of Bridget McKeen
- Réalisation : Edwin S. Porter
- Chef opérateur : Edwin S. Porter
- Production : Edison Manufacturing Company
- Format : Noir et blanc — 35 mm — 1,33:1 — Son : Muet
- Genre : comédie
- Durée : 1 minute
- Date de sortie :
  - États-Unis : 2 mars 1901